# Ammuna
Ammuna était un roi hittite, qui a régné de 1565 av. J.-C. à 1550 av. J.-C..
Fils de Zidanta Ier, il assassina son père pour accéder au trône.  Il eut deux enfants : Huzziya Ier et Istapariya qui épousa Télépinu.
Ammuna fut assassiné par son propre fils, Huzziya Ier, qui lui succède ensuite.
Sous son règne les Hittites ont perdu deux provinces, l'Arczawa et l'Adana.